# Erzin Belediyespor
Erzin Belediyespor ist ein türkischer Fußballverein aus der Stadt Erzin der südtürkischen Provinz Hatay und wurde 1978 gegründet.

## Geschichte

### Gründung
Der Verein wurde 1978 als Betriebssportverein der Stadtverwaltung Erzins gegründet und spielte lange Jahre in der Hatay Amatör Ligi, der Amateurliga der Provinz Hatay.

### Aufstieg in den Profifußball
Mit der Saison 2010/11 begann der Verein in der Bölgesel Amatör Lig, der höchsten türkischen Amateurliga, teilzunehmen. In der Spielzeit 2013/14 beendete Erzin Belediyespor die Gruppe 3 als Meister und qualifizierte sich für die Play-off-Phase. In den Play-offs setzte sich die Mannschaft mit 3:1 nach Verlängerung gegen 44 Malatyaspor durch und stieg damit zum ersten Mal in seiner Vereinshistorie in die TFF 3. Lig auf. Dieser Aufstieg bedeutete auch die erste Teilnahme des Vereins am türkischen Profifußballbetrieb.

## Ligazugehörigkeit
- 4. Liga: Seit 2014
- Amateurligen: bis 2014